# U živo 1 i 2
U živo 1 i 2 to pierwszy album koncertowy (live) zespołu Hari Mata Hari. Został nagrany i wydany w 1999 roku. Album ten stanowi zapis z koncertu na żywo w Sarajewie, który odbył się w 1999 roku.

## Tytuły piosenek

### Płyta 1
1. "Ja nemam snage da te ne volim" (live)
2. "Sedam rana" (live)
3. "Reci srećo" (live)
4. "Znam da te gubim" (live)
5. "Ne lomi me" (live)
6. "Pusti me, Bože, pusti me" (live)
7. "Svi moji drumovi" (live)
8. "Ja ne pijem" (live)
9. "Nije za te bekrija" (live)
10. "Što je bilo, bilo je" (live)

### Płyta 2
1. "Kad dođe oktobar" (live)
2. "Ti znaš sve" (live)
3. "Nije čudo što te volim ludo" (live)
4. "Strah me da te volim" (live)
5. "U pomoć" (live)
6. "Ja te volim najviše na svijetu" (live)
7. "Sedamnaest ti je godina" (live)
8. "Volio bi' da te ne volim" (live)
9. "Prsten i zlatni lanac" (live)
10. "Znam priču o sreći" (live)

## Członkowie zespołu

### Hari Mata Hari
- Hajrudin Varešanović - wokal
- Izo Kolećić - perkusja
- Karlo Martinović - gitara solo
- Nihad Voloder - gitara basowa